# Maria von Artois

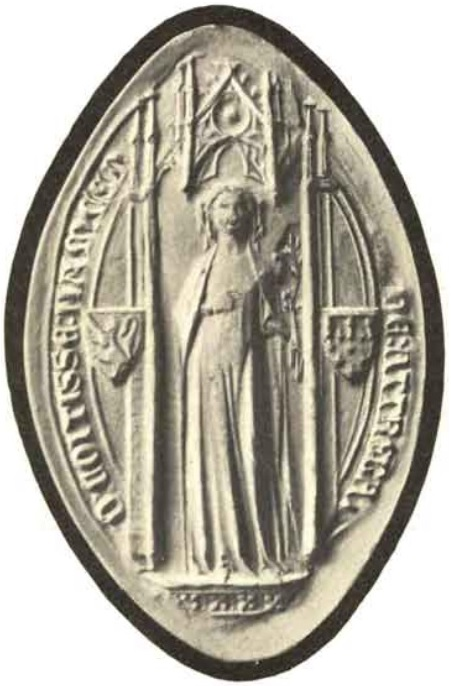
Siegel von Maria von Artois, Witwe von Johann I. von Namur

Maria von Artois (Marie d’Artois, * wohl 1291; † 22. Januar 1365 auf Schloss Wijnendale in Torhout) aus dem Haus Frankreich-Artois war Gräfin von Namur durch ihre Ehe mit Markgraf Johann I. von Namur (Haus Dampierre), sowie Regentin der Grafschaft für ihren minderjährigen Sohn Wilhelm I.

## Leben
Maria von Artois ist die Tochter von Philippe d’Artois († 1298), Herr von Conches-en-Ouche, und Blanche de Bretagne († 1327). Sie heiratete per Ehevertrag am 6. Mai 1309, abgeschlossen in Paris, den Markgrafen Johann I. von Namur; der Ehevertrag wurde im Januar 1313 in Poissy von König Ludwig X. bestätigt.
Johann I. gab seiner zukünftigen Frau das Schloss Wijnendale als Wittum, sowie Ländereien in Torhout, Langemark, Roeselare und einigen anderen Orten in Flandern.; dies entsprach einem jährlichen Zinsertrag von 8000 Livres. Die Schenkung wurde 1313 von Robert III., Graf von Flandern als Lehnsherrn ratifiziert.
Johann zog 1311 mit dem römisch-deutschen König Heinrich VII. (Johann war durch seine Mutter Isabella von Luxemburg Heinrichs Vetter, Heinrich wurde am 29. Juni 1312 in Rom zum Kaiser gekrönt), nach Italien; 1313 brach in Namur eine Revolte aus, die einige Historiker auf die harte Steuerpolitik in der Grafschaft zurückführten. Maria und ihre drei Kinder wurden in der Burg von Namur eingesperrt und mussten um ihr Leben fürchten. Nach einigen Bemühungen um militärische Hilfe gelang es Johann schließlich, Arnold V. von Loon, einen Vetter Johanns von väterlicher Seite, dazu zu bringen, den Aufstand niederzuschlagen.
Johann starb zwischen dem 28. Oktober 1329 und 31. Januar 1330 und hinterließ Maria mit ihren mittlerweile elf Kindern. Philipp VI., König von Frankreich, soll in einer Urkunde vom 17. Februar 1330 erklärt haben, dass Maria freiwillig auf alle Rechte an ihrem Erbe zugunsten ihres Sohnes Johann II., des neuen Markgrafen von Namur, verzichtet hatte, aber auch auf die Vormundschaft über ihre noch minderjährigen Kinder, obwohl Johann II. gesagt hatte, dass seine Mutter das Anwesen als Witwengut so lange nutzen könne, wie sie wolle. Nachdem seine Mutter jedoch, offenbar auf Wunsch König Philipps, in die Angelegenheiten von Sluis eingegriffen hatte (14. November 1330), verschlechterte sich das Verhältnis zwischen Mutter und Sohn zunehmend.
Nachdem ihre Söhne Johann II. (1330–1335), Guido II (1335–1336) und Philipp III. (1336–1337) nacheinander Grafen geworden und kurz darauf gestorben waren, ging die Markgrafschaft 1337 an ihren fünfzehnjährigen Sohn Wilhelm I. über, und Maria übernahm die Regentschaft. 1336 ließ sie als Herrin von Sluis den Zeven Triniteitspolder in Vlissingen eindämmen. Am 19. September desselben Jahres bat sie außerdem den Bischof von Utrecht, Johann von Diest, um die Erlaubnis, auf der erst kürzlich von ihr eingedeichten Insel Lescoer de la Nuese bei Axel eine Kirche zu gründen, was erst am 8. November 1339 genehmigt wurde. Am 23. Dezember 1339 gewährte Maria der Stadt Terneuzen die Bestätigung der Privilegien, die sie unter Robert de Béthune besessen hatte. Eine Urkunde vom 10. März 1340 zeigt, dass Maria das Patronatsrecht der Dreifaltigkeitskirche in Terneuzen besaß.
Am 20. Februar 1342 kaufte Maria die Burg Poilvache und das dazugehörige Herrenhaus von Johann von Böhmen, König von Böhmen, Graf von Luxemburg und gab es am 11. September 1353 an ihren zweitjüngsten Sohn Guillaume weiter. Am 2. Oktober 1344 kauft sie außerdem die Dörfer Lomprez, Villance, Vireux, Graide, Maissin, Havenne, Focant, Martouzin-Neuville, Nassogne, Seny und Terwagne für 25.000 Royaux.
Marie von Artois, Gräfin von Namur, testierte am 13. Januar 1365 und starb am 22. Januar 1365 auf Schloss Wijnendale; sie wurde in der Kirche der Franziskaner in Namur bestattet.

## Nachkommen
Maria von Artois und Johann I. von Namur sind die Eltern von:
1. Johann II. (* 1310/12; † 2. April 1335) 1330 Graf von Namur, bestattet im Kloster Spaltheim
2. Guido II. (* 1311/13, † 12. März 1336), 1335 Graf von Namur
3. Heinrich (* 1312/13; † 8. Oktober 1333), Domherr zu Chartres, 1324 Domherr zu Cambrai, 1325 Domherr zu Châlons und Reims
4. Philipp III. (* wohl 1319; † ermordet September 1337 in Famagusta), 1336 Graf von Namur
5. Blanka (* um 1320; † Herbst 1363 in Kopenhagen); ⚭ 5. November 1335 auf Festung Bohus Magnus Eriksson, König von Schweden und Norwegen, (* 1316; † 1. Dezember 1374) (Folkunger)[18]
6. Maria (* 1322, † vor 29. Oktober 1353); ⚭ (1) 1336 Heinrich II., Graf von Vianden († ermordet September 1337 in Famagusta); ⚭ (2) (Dispens 9. September 1342) Theobald von Bar, † wohl 1354, Herr von Pierrepont (Haus Scarponnois)
7. Margarete (* wohl 1323; † 13. September 1383), Nonne in Petegem
8. Wilhelm I. der Reiche (* 1324, † 1. Oktober 1391 in Namur), 1337 Graf von Namur; ⚭ (1) Jeanne de Beaumont (* 1323; † 1350 nach 15. Dezember an der Pest auf Burg Villeneuve), 1330 Gräfin von Soissons, Tochter von Jean de Beaumont (Haus Avesnes) und Marguerite de Nesle, Gräfin von Soissons († 1350), Erbtochter von Hugues de Nesle, Graf von Soissons (Haus Nesle); ⚭ (2) März 1352 Katharina von Savoyen († 13. Juli 1388), Erbtochter von Ludwig II. von Savoyen, Herr von Waadt (Haus Savoyen), und Isabelle de Châlon, Witwe von Azzo Visconti und Raoul II. de Brienne
9. Robert (* wohl 1325; † 1./29. April 1391), Herr von Beaufort-sur-Meuse und Renaix, Marschall von Brabant, 1369 Ritter des Hosenbandordens; ⚭ (1) (Dispens 18. Oktober 1354) Isabella von Hennegau (* wohl 1323; † 3. Juni 1361), Tochter von Wilhelm III., Graf von Holland und Hennegau (Haus Wittelsbach) und Johanna von Valois (Haus Valois); ⚭ (2) 4. Februar 1380 Isabeau de Melun, Erbin von Viane († 1409), Tochter von Hugues de Melun, Herr von Antoing und Épinoy (Haus Melun), sie heiratete in zweite Ehe um 1394 Bertrand de La Boverie, 1413/25 Vogt von Lüttich († 5. April 1425)
10. Ludwig (* wohl 1325, † 1378/86), Herr von Petegem und Bailleul, 1351 Gouverneur von Namur; ⚭ 1365 Isabelle de Roucy, † nach 1396, Dame de Roucy, Erbtochter von Robert II., Graf von Roucy (Haus Pierrepont)
11. Elisabeth (* 1329; † 29. März 1382); ⚭ um 1342 Ruprecht I. Kurfürst von der Pfalz (* 9. Juni 1309; † 16. Februar 1390) (Haus Wittelsbach)